# Lo schiaffo (film 1974)
Lo schiaffo (La gifle) è un film del 1974 diretto da Claude Pinoteau.

## Trama
Jean Douelan, marito separato ma non divorziato, è il padre di Isabelle, al primo anno di medicina e desiderosa di trovare la sua indipendenza andando a vivere con Marc. Un'accesa lite per i cattivi risultati negli studi di Isabelle finirà con uno schiaffo del padre alla figlia. Isabelle raggiungerà la madre Helene in Inghilterra, partendo con l'amico Remy.